# Cigliè
Cigliè es un municipio italiano situado en la provincia de Cuneo, en Piamonte. Tiene una población estimada, a fines de enero de 2025, de 195 habitantes.

## Evolución demográfica
| Gráfica de evolución demográfica de Cigliè entre 1861 y 2025 |
|                                                              |
| Fuente: ISTAT - Elaboración gráfica de Wikipedia             |